# Stopa karolińska
Stopa karolińska – średniowieczna norma emisji pieniądza, stanowiąca, że z jednego funta (karolińskiego) zawierającego 408 gramów (właśc. 409,31 g) kruszcu należy wybijać 240 sztuk srebrnych monet – nowych denarów (denarius novus). Wprowadzona przez Karola Wielkiego podczas reformy monetarnej dokonanej w 793–794 roku.